# London and Edinburgh Philosophical Magazine and Journal of Science
London and Edinburgh Philosophical Magazine and Journal of Science (abreviado London Edinburgh Philos. Mag. & J. Sci.) fue una revista ilustrada con descripciones botánicas que fue editada en Londres. Se publicaron los números 1 al 16, en los años 1832-1840. Fue precedida por Philosophical Magazine, or Annals of Chemistry y sustituida en 1832 por London Edinburgh Dublin Philos. Mag. & J. Sci..